# Atletica leggera ai XV Giochi del Mediterraneo
Le gare di atletica leggera ai XV Giochi del Mediterraneo si sono svolte dal 29 giugno al 2 luglio 2005 presso lo Stadio Mediterraneo di Almería, in Spagna.

## Delegazioni partecipanti
- Albania (1)
- Algeria (17)
- Bosnia ed Erzegovina (3)
- Croazia (18)
- Cipro (9)
- Egitto (6)
- Francia (66)
- Grecia (37)
- Italia (64)
- Libano (2)
- Libia (3)
- Malta (5)
- Monaco (2)
- Marocco (34)
- Serbia e Montenegro (10)
- Slovenia (19)
- Spagna (102)
- Siria (2)
- Turchia (20)
- Tunisia (12)

## Risultati

### Uomini
| Evento                            | Oro                                                                         | Prestazione | Argento                                                                 | Prestazione | Bronzo                                                             | Prestazione |
| Corse piane                       |                                                                             |             |                                                                         |             |                                                                    |             |
| 100 m piani (dettagli)            | Matic Osovnikar                                                             | 10"35       | Luéyi Dovy                                                              | 10"40       | Marco Torrieri                                                     | 10"46       |
| 200 m piani (dettagli)            | Matic Osovnikar                                                             | 20"75       | Alessandro Attene                                                       | 20"97       | Josip Šoprek                                                       | 21"02       |
| 400 m piani (dettagli)            | Sofiane Labidi                                                              | 45"60       | Željko Vincek                                                           | 45"90       | Ridha Ghali                                                        | 45"95       |
| 800 m piani (dettagli)            | Antonio Reina                                                               | 1'47"03     | Eugenio Barrios                                                         | 1'47"36     | Amine Laalou                                                       | 1'47"58     |
| 1500 m piani (dettagli)           | Arturo Casado                                                               | 3'45"61     | Adil Kaouch                                                             | 3'45"78     | Christian Obrist                                                   | 3'45"88     |
| 100 m piani (dettagli)            | Ali Saïdi Sief                                                              | 13'29"94    | Hicham Bellani                                                          | 13'30"35    | Khoudir Aggoune                                                    | 13'30"54    |
| 10000 m piani (dettagli)          | Mohamed Amine                                                               | 29'13"05    | Carlos Castillejo                                                       | 29'13"91    | El Hassan Lahssini                                                 | 29'15"86    |
| Corse a ostacoli                  |                                                                             |             |                                                                         |             |                                                                    |             |
| 110 m ostacoli (dettagli)         | Felipe Vivancos                                                             | 13"53       | Andrea Giaconi                                                          | 13"69       | Jurica Grabušić                                                    | 13"73       |
| 400 m ostacoli (dettagli)         | Gianni Carabelli                                                            | 49"32       | Laurent Ottoz                                                           | 49"41       | Platon Gavelas                                                     | 49"99       |
| 3000 m siepi (dettagli)           | Brahim Boulami                                                              | 8'15"15     | Antonio David Jiménez                                                   | 8'24"47     | Gaël Pencreach                                                     | 8'25"82     |
| Prove su strada                   |                                                                             |             |                                                                         |             |                                                                    |             |
| Mezza maratona (dettagli)         | Saïd Belhout                                                                | 1h05'01 s   | Abdelkebir Lamachi                                                      | 1h05'05 s   | José Manuel Martínez                                               | 1h05'12 s   |
| Marcia 20 km (dettagli)           | Paquillo Fernández                                                          | 1h22'45 s   | Juan Manuel Molina                                                      | 1h24'11 s   | Michele Didoni                                                     | 1h26'06 s   |
| Salti                             |                                                                             |             |                                                                         |             |                                                                    |             |
| Salto in alto (dettagli)          | Kyriákos Ioánnou                                                            | 2,24 m      | Ioannis Konstadinou                                                     | 2,21 m      | Grégory Gabella                                                    | 2,21 m      |
| Salto con l'asta (dettagli)       | Konstadínos Filippídis                                                      | 5,60 m      | Pierre-Charles Peuf                                                     | 5,55 m      | Jérôme Clavier                                                     | 5,55 m      |
| Salto in lungo (dettagli)         | Salim Sdiri                                                                 | 8,05 m      | Issam Nima                                                              | 7,92 m      | Asterios Nousios                                                   | 7,91 m      |
| Salto triplo (dettagli)           | Hrístos Melétoglou                                                          | 17,09 m     | Tarik Bougtaib                                                          | 17,00 m     | Sébastien Pincemail                                                | 16,73 m     |
| Lanci                             |                                                                             |             |                                                                         |             |                                                                    |             |
| Getto del peso (dettagli)         | Edis Elkasević                                                              | 20,26 m     | Manuel Martínez                                                         | 19,97 m     | Hamza Alić                                                         | 19,49 m     |
| Lancio del disco (dettagli)       | Mario Pestano                                                               | 63,96 m     | Igor Primc                                                              | 59,27 m     | Ercüment Olgundeniz                                                | 54,90 m     |
| Lancio del martello (dettagli)    | Eşref Apak                                                                  | 77,88 m     | Aléxandros Papadimitríou                                                | 75,57 m     | Nicolas Figère                                                     | 75,30 m     |
| Lancio del giavellotto (dettagli) | Vitolio Tipotio                                                             | 75,20 m     | Francesco Pignata                                                       | 74,51 m     | Firas Al-Mohammed                                                  | 73,49 m     |
| Prove multiple                    |                                                                             |             |                                                                         |             |                                                                    |             |
| Decathlon (dettagli)              | Romain Barras                                                               | 8 127 pts   | Rudy Bourguignon                                                        | 7 886 pts   | Hamdi Dhouibi                                                      | 7 847 pts   |
| Staffette                         |                                                                             |             |                                                                         |             |                                                                    |             |
| Staffetta 4×100 m (dettagli)      | Italia Luca Verdecchia Alessandro Attene Massimiliano Donati Marco Torrieri | 39"13       | Francia Frédéric Krantz Ydrissa M'Barke Christophe Cheval Jimmy Melfort | 39"49       | Slovenia Matjaž Borovina Matic Osovnikar Boštjan Fridrih Jan Žumer | 39"57       |
| Staffetta 4×400 m (dettagli)      | Spagna David Canal David Testa Eugenio Barrios Antonio Reina                | 3'3"65      | Francia Abderrahim El Haouzy Ahmed Douhou Rémi Wallard Richard Maunier  | 3'4"84      | Tunisia Ridha Ghali Laroussi Titi Kamel Tabbal Sofiane Labidi      | 3'6"13      |

### Donne
| Evento                            | Oro                                                                  | Prestazione | Argento                                                                              | Prestazione | Bronzo                                                                | Prestazione |
| Corse piane                       |                                                                      |             |                                                                                      |             |                                                                       |             |
| 100 m piani (dettagli)            | Véronique Mang                                                       | 11"44       | Sylviane Félix                                                                       | 11"46       | Vukosava Djapic                                                       | 11"58       |
| 200 m piani (dettagli)            | Alenka Bikar                                                         | 23"65       | Lina Jacques-Sébastien                                                               | 23"75       | Fabé Dia                                                              | 23"78       |
| 400 m piani (dettagli)            | Dimitra Dova                                                         | 52"67       | Phara Anacharsis                                                                     | 52"70       | Klodiana Shala                                                        | 53"23       |
| 800 m piani (dettagli)            | Laetitia Valdonado                                                   | 2'01"71     | Élisabeth Grousselle                                                                 | 2'02"47     | Binnaz Uslu                                                           | 2'02"68     |
| 1500 m piani (dettagli)           | Fatma Lanouar                                                        | 4'10"77     | Sonja Stolic                                                                         | 4'10"92     | Nuria Fernández                                                       | 4'11"20     |
| 5000 m piani (dettagli)           | Margaret Maury                                                       | 15'22"59    | Asmae Leghzaoui                                                                      | 15'23"30    | Silvia Weissteiner                                                    | 15'28"50    |
| 100 m piani (dettagli)            | Souad Aït Salem                                                      | 32'55"48    | Asmae Leghzaoui                                                                      | 32'59"24    | Olivera Jevtić                                                        | 33'30"4     |
| Corse a ostacoli                  |                                                                      |             |                                                                                      |             |                                                                       |             |
| 100 m ostacoli (dettagli)         | Glory Alozie                                                         | 12"90       | Adrianna Lamalle                                                                     | 12"99       | Flora Rentoumi                                                        | 13"16       |
| 400 m ostacoli (dettagli)         | Benedetta Ceccarelli                                                 | 55"76       | Cora Olivero                                                                         | 55"85       | Monika Niederstätter                                                  | 56"39       |
| Prove su strada                   |                                                                      |             |                                                                                      |             |                                                                       |             |
| Mezza maratona (dettagli)         | Zhor El Kamch                                                        | 1h13'50 s   | Rosaria Console                                                                      | 1h15'40 s   | Olivera Jevtić                                                        | 1h16'32 s   |
| Marcia 20 km (dettagli)           | Elisa Rigaudo                                                        | 1h32'44 s   | María Vasco                                                                          | 1h34'28 s   | Beatriz Pascual                                                       | 1h36'27 s   |
| Salti                             |                                                                      |             |                                                                                      |             |                                                                       |             |
| Salto in alto (dettagli)          | Ruth Beitia                                                          | 1,95 m      | Melanie Skotnik                                                                      | 1,95 m      | Marta Mendía                                                          | 1,89 m      |
| Salto con l'asta (dettagli)       | Vanessa Boslak                                                       | 4,40 m      | Anna Fitidou                                                                         | 4,25 m      | Afroditi Skafida                                                      | 4,15 m      |
| Salto in lungo (dettagli)         | Fiona May                                                            | 6,64 m      | Niurka Montalvo                                                                      | 6,55 m      | Concepción Montaner                                                   | 6,49 m      |
| Salto triplo (dettagli)           | Baya Rahouli                                                         | 14,98 m     | Carlota Castrejana                                                                   | 14,60 m     | Chrysopiyí Devetzí                                                    | 14,33 m     |
| Lanci                             |                                                                      |             |                                                                                      |             |                                                                       |             |
| Getto del peso (dettagli)         | Cristiana Checchi                                                    | 18,59 m     | Laurence Manfredi                                                                    | 17,47 m     | Chiara Rosa                                                           | 17,34 m     |
| Lancio del disco (dettagli)       | Dragana Tomaševic                                                    | 62,10 m     | Laura Bordigno                                                                       | 57,98 m     | Vera Begić                                                            | 56,53 m     |
| Lancio del martello (dettagli)    | Ester Balassini                                                      | 71,17 m     | Clarissa Claretti                                                                    | 69,24 m     | Alexandra Papageorgiou                                                | 67,13 m     |
| Lancio del giavellotto (dettagli) | Aggeliki Tsiolakoudi                                                 | 62,61 m     | Zahra Bani                                                                           | 62,36 m     | Mercedes Chilla                                                       | 57,69 m     |
| Prove multiple                    |                                                                      |             |                                                                                      |             |                                                                       |             |
| Eptathlon (dettagli)              | Marie Collonvillé                                                    | 6 017 pts   | Argyro Strataki                                                                      | 5 943 pts   | Anzhela Atroshchenko                                                  | 5 870 pts   |
| Staffette                         |                                                                      |             |                                                                                      |             |                                                                       |             |
| Staffetta 4×100 m (dettagli)      | Francia Véronique Mang Lina Jacques-Sébastien Fabé Dia Carima Louami | 43"75       | Spagna Carmen Blay Belén Recio Cristina Sanz Glory Alozie                            | 44"47       | Italia Elena Sordelli Daniela Bellanova Manuela Grillo Doris Tomasini | 45"18       |
| Staffetta 4×400 m (dettagli)      | Spagna Julia Alba Belén Recio Cora Olivero Maria Teresa Martinez     | 3'31"45     | Francia Phara Anacharsis Laetitia Valdonado Olivia Abderrhamane Élisabeth Grousselle | 3'31"86     | Turchia Ozge Gurler Birsen Bekgoz Binnaz Uslu Pinar Saka              | 3'40"75     |

## Medagliere
| Posizione | Paese                | Oro | Argento | Bronzo | Totale |
| --------- | -------------------- | --- | ------- | ------ | ------ |
| 1         | Francia              | 10  | 13      | 7      | 30     |
| 2         | Spagna               | 9   | 11      | 6      | 26     |
| 3         | Italia               | 7   | 8       | 8      | 23     |
| 4         | Grecia               | 4   | 2       | 6      | 12     |
| 5         | Algeria              | 4   | 1       | 2      | 7      |
| 6         | Marocco              | 3   | 6       | 1      | 10     |
| 7         | Tunisia              | 3   | 1       | 3      | 7      |
| 8         | Slovenia             | 3   | 1       | 2      | 6      |
| 9         | Cipro                | 1   | 2       | 0      | 3      |
| 10        | Croazia              | 1   | 1       | 3      | 5      |
| 11        | Serbia e Montenegro  | 1   | 1       | 2      | 4      |
| 12        | Turchia              | 1   | 0       | 4      | 5      |
| 13        | Albania              | 0   | 0       | 1      | 1      |
| 13        | Bosnia ed Erzegovina | 0   | 0       | 1      | 1      |
| 13        | Siria                | 0   | 0       | 1      | 1      |
| Totale    | Totale               | 47  | 47      | 47     | 141    |